# Уърт (окръг, Западна Вирджиния)
Окръг Уърт (на английски: Wirt County) е окръг в щата Западна Вирджиния, Съединени американски щати. Площта му е 609 km², а населението – 5847 души (2012). Административен център е град Елизабет.